# 6354 Vangelis
A 6354 Vangelis (ideiglenes jelöléssel 1934 GA) a Naprendszer kisbolygóövében található aszteroida. Eugène Joseph Delporte fedezte fel 1934. április 3-án.